# جون موراي (لاعب كرة قدم)
جون موراي (بالإنجليزية: John Murray)‏ (1 يناير 1874 - 17 أكتوبر 1933) هو مدرب كرة قدم ولاعب كرة قدم بريطاني (وحمل سابقاً جنسية المملكة المتحدة لبريطانيا العظمى وأيرلندا) في مركز الهجوم. شارك مع منتخب اسكتلندا لكرة القدم. أما مع النوادي، فقد لعب مع نادي دندي وRenton F.C. ‏.

## وصلات خارجية
- جون موراي على موقع قاعدة بيانات كرة القدم.إي يو (الإنجليزية)